# Apobletes macer
Apobletes macer är en skalbaggsart som beskrevs av Lewis 1905. Apobletes macer ingår i släktet Apobletes och familjen stumpbaggar. Inga underarter finns listade i Catalogue of Life.